# أحمد بن راشد المعلا
أحمد بن راشد بن أحمد بن عبد الله المعلا (1911 - 21 فبراير 1981) كان حاكم إمارة أم القيوين ومؤسس نهضتها الحديثة.

## حياته
ولد في إمارة أم القيوين بدولة الإمارات العربية المتحدة، وتولى حكم الإمارة سنة 1929م، وهو دون العشرين من عمره، حيث شهدت البلاد بعهده تطوراً كبيراً من الناحية الاجتماعية، والثقافية والعسكرية، فقد أنشأ المستشفيات الحديثة، والمدارس والجامعات، والهيئات الحكومية والبلدية والاجهزة الأمنية، والشرطة وخفر السواحل وشق الطرق العامة، والفرعية ومحطات توليد الطاقة، وتحلية المياه، كما تم بعهده إضمام إمارة أم القيوين للمجلس الأعلى لإتحاد الإمارات، والذي انعقد في إمارة دبي سنة 1968 م، وتمخض عنه قيام دولة الإمارات العربية المتحدة سنة 1971م، ومثله ولي عهده الشيخ راشد بن أحمد المعلا خلال التوقيع على تأسيس دولة الإمارات العربية المتحدة في 2 ديسمبر 1971م لتبدأ حركة التطوير الشامل لانشاء الدولة الحديثة. خلفه في الحكم إبنه الشيخ راشد بن أحمد المعلا.